# Joan Gómez
Joan Antonio Gómez Jiménez – dominikański zapaśnik walczący w stylu wolnym. Zajął piąte miejsce na mistrzostwach panamerykańskich w 2013. Wicemistrz Ameryki Południowej z 2012 roku.